# 4-alpha-Glucanotransférase
La 4-α-glucanotransférase est une glycosyltransférase qui catalyse le transfert d'un segment de (1→4)-α-D-glucane vers une nouvelle position d'un glucide accepteur, qui peut être du glucose ou un (1→4)-α-D-glucane. Chez la levure et chez les mammifères, cette enzyme est une protéine ayant deux sites actifs, le second ayant une activité amylo-α-1,6-glucosidase (EC 3.2.1.33), avec laquelle la glycosyltransférase forme l'enzyme de débranchement du glycogène.